# Mjögsjön (Arvika socken, Värmland)
Mjögsjön är en sjö i Arvika kommun i Värmland och ingår i Göta älvs huvudavrinningsområde. Sjön är 12 meter djup, har en yta på 0,644 kvadratkilometer och befinner sig 95,9 meter över havet.

## Delavrinningsområde
Mjögsjön ingår i det delavrinningsområde (662197-132142) som SMHI kallar för Ovan Lillälven. Medelhöjden är 127 meter över havet och ytan är 16,13 kvadratkilometer. Räknas de 5 avrinningsområdena uppströms in blir den ackumulerade arean 61,66 kvadratkilometer. Vikarälven som avvattnar avrinningsområdet har biflödesordning 3, vilket innebär att vattnet flödar genom totalt 3 vattendrag innan det når havet efter 273 kilometer. Avrinningsområdet består mestadels av skog (69 procent), öppen mark (13 procent) och jordbruk (11 procent). Avrinningsområdet har 0,64 kvadratkilometer vattenytor vilket ger det en sjöprocent på 4 procent.